# Raisa Aronova
Raisa Jermolajevna Aronova, född 10 februari 1920, död 20 december 1982, var en sovjetisk stridspilot i 588:e nattbombregementet (de så kallade "natthäxorna"). Hon deltog i det stora fosterländska kriget och tilldelades bland annat hederstitlarna Sovjetunionens hjälte, Röda fanans orden och Röda stjärnans orden.

## Biografi
Aronova föddes den 10 februari 1920 i Saratov i en järnvägsarbetarfamilj. 
Hon tog examen från högstadium 95, sedan gick hon en flygskola och därefter tog hon två kurser vid Saratovs institut för jordbruksmekanisering. 1940 började hon på Moskvas flyginstitut. 
I oktober 1941 gick hon med i Röda armén och 1942 tog hon examen från Engels skola för stridspiloter. Samma år blev hon också antagen till det sovjetiska kommunistpartiet SUKP. 
Under det stora fosterländska kriget slogs hon på den kaukasiska, ukrainska och belarusiska fronten från 1942 till krigets slut. Den 23 mars 1943 sårades hon när ett luftvärnsskott exploderade nära planets sida. Som ett resultat fick hon 34 splittersår av vilka 17 stora fragment gick att avlägsna, men hon hade kvar 17 mindre splitterfragment i resten av livet. Fragmenten från luftvärnsskottet var den huvudsakliga orsaken till hennes tidiga död. Skärvorna som lämnats kvar inkapslades och orsakade en allvarlig blodsjukdom som hon avled av.  
Raisa Aronova avled den 20 december 1982, hon begravdes i Moskva. 